# Handelsregisterverordnung (Deutschland)
Die Handelsregisterverordnung (HRV) regelt in Deutschland die Einrichtung und Führung des Handelsregisters, das gemäß einer EG-Richtlinie seit 2007 elektronisch geführt wird.
Die HRV bildet die verfahrensrechtliche Grundlage für das Handelsregister, das über wesentliche wirtschaftliche Verhältnisse von Kaufleuten und Unternehmen informiert und von jedermann eingesehen werden kann (§ 8, § 9 HGB). Eintragungen in das Handelsregister genießen einen umfassenden Verkehrs- und Vertrauensschutz (§ 15 HGB).
Die HRV beschreibt die rechtlichen Voraussetzungen und technischen Details des elektronischen Workflows:
- Übernahme der von den Notaren digitalisierten, signierten und elektronisch übermittelten Anmeldungen und sonstigen elektronischen Dokumente;
- Erfassung der für die Eintragung relevanten Stammdaten;
- Eintragung und Bekanntmachung der Tatsachen;
- Online-Beauskunftung über den Inhalt der Eintragungen und der zum Handelsregister eingereichten Dokumente.

Das Handelsregister bildet mit der HRV wegen seines enormen Inputs und Outputs das erste E-Justice-Projekt, das weite Teile der Bevölkerung mit dem elektronischen Rechtsverkehr vertraut macht. 

## Grundlagen
Die HRV ist eine Rechtsverordnung des Bundes auf der Grundlage des § 125 Abs. 3 des Gesetzes über die Angelegenheiten der freiwilligen Gerichtsbarkeit (FGG). Der Langtitel lautet „Verordnung über die Einrichtung und Führung des Handelsregisters (Handelsregisterverordnung – HRV)“. Zitiert wird die Verordnung als Handelsregisterverordnung vom 12. August 1937.
Tiefgreifende Änderungen erfolgten durch Art. 5 Abs. 1 und 2 des „Gesetzes über elektronische Handelsregister und Genossenschaftsregister sowie das Unternehmensregister“ (EHUG) vom 10. November 2006 (BGBl. I S. 2553) und durch Art. 13 des Gesetzes zur Modernisierung des GmbH-Rechts und zur Bekämpfung von Missbräuchen (MoMiG) vom 23. Oktober 2008 (BGBl. I S. 2026).
Mit dem EHUG wurde die Vorgabe der so genannten SLIM-IV-Richtlinie zur europaweiten Einführung elektronisch geführter Register umgesetzt: „Richtlinie 2003/58/EG des Europäischen Parlaments und des Rates vom 15. Juli 2003 zur Änderung der Richtlinie 68/151/EWG des Rates vom 9. März 1968 in Bezug auf die Offenlegungspflichten von Gesellschaften bestimmter Rechtsformen, Publizitätsrichtlinie vom 9. März 1968.“
Die maßgebliche Änderung durch das MoMiG ist die Einführung der inländischen Geschäftsanschrift als Eintragungstatbestand. Damit nimmt die inländische Geschäftsanschrift am Verkehrs- und Vertrauensschutz des Handelsregisters teil und erleichtert so Zustellungen an Gesellschaften.